# Pink Sweats
David Bowden (* 14. Februar 1992 in Philadelphia) alias Pink Sweats (Eigenschreibweise Pink Sweat$) ist ein US-amerikanischer R&B-Sänger und Songwriter, der für seine pinkfarbene Kleidung bekannt ist. Mit At My Worst hatte er Ende 2020 einen Hit vor allem in Asien. Mit seinem Debütalbum Pink Planet kam er 2021 in die US-Charts.

## Biografie
David Bowden wuchs in einem religiösen Haushalt auf. Er sang im Kirchenchor und spielte außerdem Schlagzeug. Erst spät wandte er sich auch anderer Musik wie R&B und Pop zu. Von den Sigma Sound Studios wurde er als Songwriter angestellt. Dort sang er auch Demos ein, ohne eine Solokarriere anzustreben. Stattdessen schrieb er Songs für Musiker wie Aaron Camper und Tierra Whack. Schon zu dieser Zeit bekam er wegen seiner Vorliebe für pinkfarbene Jogginghosen (sweatpants) den Spitznamen Pink Sweats.
Drei Jahre lang kämpfte er mit einer seltenen Speiseröhrenerkrankung. Als er sie überstanden hatte, beschloss er, selbst Songs aufzunehmen. Er unterschrieb beim Label Human Re-Sources und nahm 2018 seine Debütsingle Honesty auf, die Ende des Jahres auch auf EP erschien. Sie entwickelte sich zu einem Hit in den Adult-R&B-Charts und erreichte schließlich Platinstatus. Weitere Singles und zwei EPs folgten in den nächsten beiden Jahren. Ende 2020 veröffentlichte er At My Worst, das sich in den Bubbling-Under-Charts der US-Singles platzierte. Vor allem war es aber ein Hit in Asien, in Malaysia erreichte es sogar Platz 1 der Charts. Anfang Februar 2021 erschien dann sein erstes Album Pink Planet. Es stieg auf Platz 133 in den US-Albumcharts ein.

## Diskografie
Studioalben
- 2021: Pink Planet

EPs
- 2018: Volume 1
- 2019: Volume 2
- 2020: The Prelude

Singles
- 2018: Honesty (US: Platin)
- 2018: No Replacing You
- 2018: Drama
- 2019: I Know
- 2019: Coke & Henny, Pt. 1
- 2019: I Wanna Be Yours (mit Crush)
- 2019: This Christmas (mit Donny Hathaway)
- 2020: 17 (mit Joshua & DK von Seventeen)
- 2020: Only a Fool (mit Galantis & Ship Wrek)
- 2020: Icy
- 2020: Ride with Me
- 2021: At My Worst (feat. Kehlani, US: Platin)
- 2021: Heaven

## Auszeichnungen für Musikverkäufe
| Platin-Schallplatte - Neuseeland - 2021: für die Single Honesty |

Anmerkung: Auszeichnungen in Ländern aus den Charttabellen bzw. Chartboxen sind in ebendiesen zu finden.
| Land/RegionAuszeichnungen für Musikverkäufe (Land/Region, Auszeichnungen, Verkäufe, Quellen) | Gold | Platin     | Verkäufe  | Quellen          |
| -------------------------------------------------------------------------------------------- | ---- | ---------- | --------- | ---------------- |
| Neuseeland (RMNZ)                                                                            | —    | Platin1    | 30.000    | radioscope.co.nz |
| Vereinigte Staaten (RIAA)                                                                    | —    | 2× Platin2 | 2.000.000 | riaa.com         |
| Insgesamt                                                                                    | —    | 3× Platin3 |           |                  |